# Dorfkirche Drewen

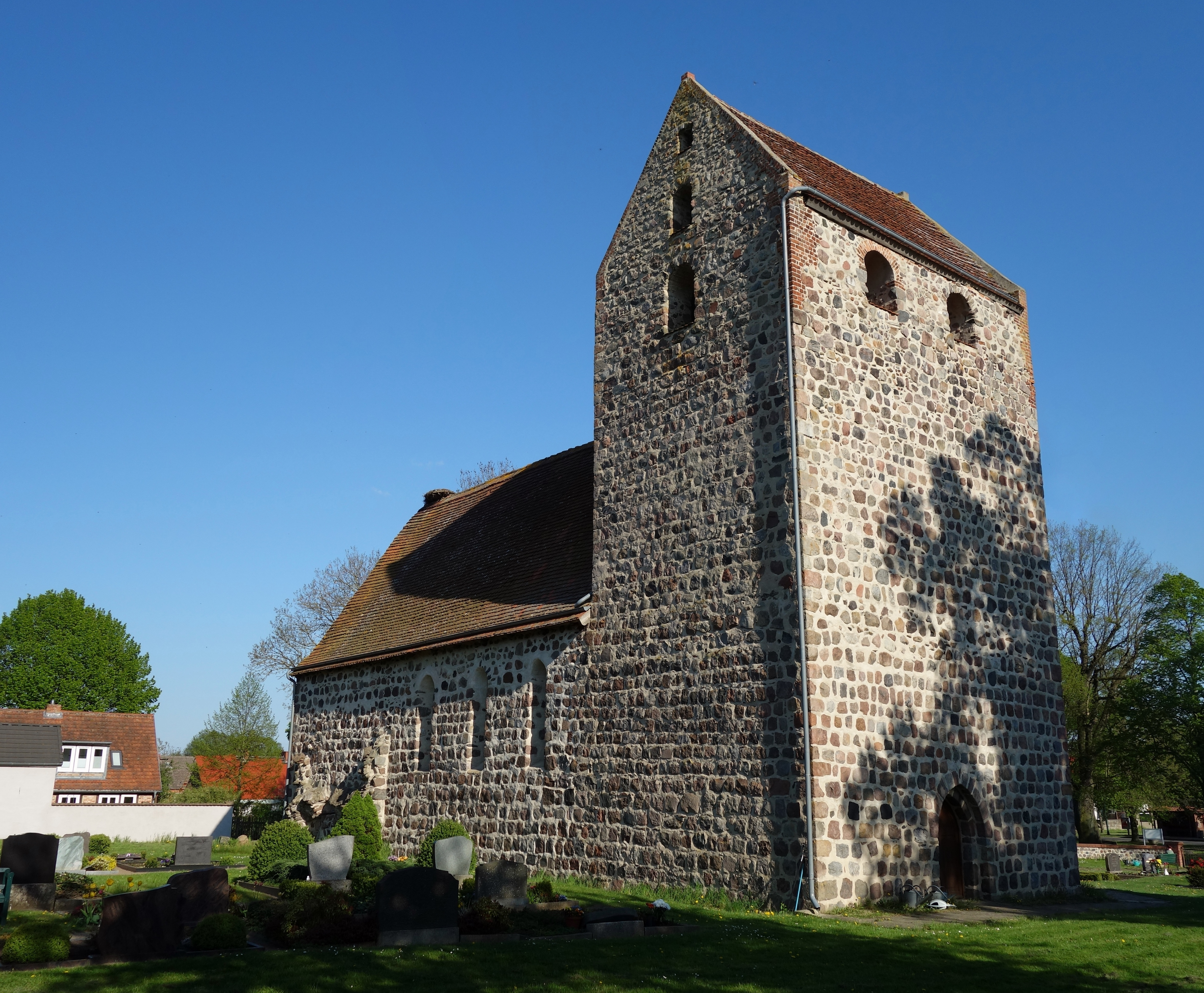
Dorfkirche Drewen

Die evangelische, denkmalgeschützte Dorfkirche Drewen steht in
Drewen, einem Ortsteil der Stadt Kyritz im Landkreis Ostprignitz-Ruppin von Brandenburg. Die Kirchengemeinde gehört zum Kirchenkreis Prignitz der Evangelischen Kirche Berlin-Brandenburg-schlesische Oberlausitz.

## Beschreibung
Die Saalkirche wurde im 13. Jahrhundert aus Feldsteinen erbaut. Sie besteht aus einem Langhaus, dessen Satteldach 1472 erneuert wurde, und einem gleich breiten, querrechteckigen Kirchturm im Westen, in dem sich auch ein Portal befindet. Sein oberstes Geschoss beherbergt die Turmuhr und hinter den Klangarkaden den Glockenstuhl. An der Ostwand des Innenraums befindet sich ein Sakramentshaus. Zur Kirchenausstattung gehört ein um 1730 gebauter Kanzelaltar. Die Kanzel mit ihrem polygonalen Korb steht zwischen gewundenen Säulen. Die Orgel stammt aus der Aula des Friedrich-Ludwig-Jahn-Gymnasiums Kyritz.